# Graphania polychroa
Graphania polychroa là một loài bướm đêm trong họ Noctuidae.